# Willy Loyombo
Willy Loyombo est un docteur en philosophie connu en tant qu’écologiste militant pour les droits autochtones en république démocratique du Congo. En tant que président de l'OSAPY (Organisation non gouvernementale pour la sédentarisation, l'alphabétisation et la promotion des Pygmées), il fut inquiété et menacé à plusieurs reprises en 2006 dans le cadre de ses activités.
Aujourd'hui membre du GITPA (Groupe International de Travail Pour Les Peuples Autochtones) il fut aussi coauteur de l'ouvrage Les peuples autochtones de la RDC, Histoire d'un partenariat, Willy Loyombo et de Securing Forest Peoples’ Rights and Tackling Deforestation in the Democratic Republic of Congo, avant d'avoir créer deux journaux portant sur la connaissance et l'expertise des peuples indigènes en RDC (Revue Africaine des Peuples Autochtones et Forêts Africaines - Tabernacle des Savoirs) .